# Tomás De Sosa (ciclista)
Tomás De Sosa nacido en Lasarte (Guipúzcoa, España). Fue un ciclista español, profesional entre los años 1932 y 1941, durante los que consiguió una única victoria.
Es de destacar sus actuaciones en el Campeonato de España de Ciclocrós, habiendo logrado en el año 1940 la medalla de bronce.

## Palmarés
1933
- Donostia, Prueba del Ategorrieta

1940
- 3.º Campeonato de España de Ciclocrós

## Equipos
- Umore Ona (1932)
- Caddies Club de Lasarte (1933-1934)
- C.D. Español (1935)
- Independiente (1946-1941)